# Bańka z Pola
Bańka z Pola – nieoficjalna część wsi Trzęsówka w Polsce położona w województwie podkarpackim, w powiecie kolbuszowskim, w gminie Cmolas.
Część wsi stanowi jedna zagroda.
W latach 1975–1998 miejscowość administracyjnie należała do województwa rzeszowskiego.